# Loki (video-igra)
Loki je nelinearna akciona RPG igra koja kombinuje nordijsku, egipatsku, grčku i astečku mitologiju. Igru je izdao 24. avgusta 2007. Cyanide za Windows . Igrač preuzima ulogu jednog heroja, postoje četiri heroja i svaki pripada drugačijoj mitologiji.
Igrač pokušava da zaustavi egipatskog boga haosa i pustinje Seta da zavlada svetom, i mora proći kroz svaki mitološki svet ne bi li ga zaustavio.

## Spoljašnje veze
- Zvanična internet stranica
- Recenzija igre na interent strani[мртва веза] Sveta kompjutera